# مسجد ابن طولون
مسجد ابن طولون  یکی از مساجد معروف کهن قاهره است که به دستور احمد بن طولون، مؤسس دولت طولونیان، در سال ۲۶۳ هجری قمری / ۸۷۷ م در شهر جدیدش القطایی، بنا شد تا سومین مسجد شهر شود. پایتخت اسلامی مصر پس از مسجد عمرو بن العاص که در فسطاط ساخته شد و مسجد العسکر که در شهر العسکر بنا شد.
در مقایسه با مسجد عمرو بن العاص، که چندین بار تحت تعمیرات قرار گرفت و ویژگی‌های آن تغییر کرد، حالت اولیه خود را حفظ کرده است.
این مسجد بر فراز تپه‌ای صخره‌ای ساخته شده است که به جبل یاشکور معروف است، این مسجد یکی از بزرگ‌ترین مساجد مصر است که مساحتی در حدود شش و نیم جریب(۶.۵ جریب = ۲۶۳۰۴.۵۶ مترمربع ) دارد. با الهام از سبک مساجد عباسی ساخته شده، به ویژه مناره‌اش که از مناره ملویه مسجد سامرا در عراق الهام گرفته است. این مسجد در حال حاضر در میدان احمد بن طولون در محله سیده زینب در ناحیه جنوبی قاهره واقع شده است و دیوار غربی آن در مجاورت مسجد صرغتمش الناصري است  و دیوار شرقی آن در مجاورت موزه گیر اندرسون است.

## تاریخ
مسجد ابن طولون را که قدیمی‌ترین و بزرگترین مسجد قاهره به شمار می آید احمد ابن طولون ساخته است. او فرماندار عباسی مصر بود و کمی بعد با اعلام استقلال از بغداد سلسلۀ کم و بیش خود مختار خود را تأسیس کرد و حکومت خود را از مرز های مصر تا سوریه گسترش داد. ساخت این مسجد از سال ۸۷۶ تا ۸۷۹ م به طول انجامید. به دلیل اینکه مسجد عمرو قاهره برای جمعیت در حال رشد مسلمانان بسیار کوچک بود. این مسجد در سال ۱۲۹۶ به دستور حاکم سلطان لاجن مملوک بازسازی شده است. مسجد ابن طولون که یکی از مهمترین بناهای تاریخ اسلامی است که از اهمیت تاریخی و هنری بسیاری برخوردار است. معماری و تزئینات این مسجد به ترتیب برگرفته از معماری پایتخت عباسیان و شهر سامرا است.

## معماری
در اواخر قرن دهم، در دوره فاطمی، در مصر سنت منحصر به فردی در معماری اسلامی شکل گرفت.
سلطان لاجن مملوک (۱۲۹۹-۱۲۹۷) که در جریان جنگ داخلی در این مسجد مخفی شد و عهد کرد که در صورت سالم ماندن مسجد را بازسازی کند. اولین مورد از بازسازی‌ها، فواره بزرگ گنبددار در مرکز حیاط است و دومی، مناره مسجد با پایه مربع و بالای مارپیچ آن است که خارج از محور مرکزی که از محراب مسجد می گذرد، قرار دارد. ساختار گنبدی و مناره از سنگ ساخته شده اند در حالی که بقیه سازه از آجر ساخته شده است.
معماری مسجد ابن‌طولون و تزئینات بیشتر آن از سبک سامرانی آن دوره پیروی می‌کند. بنای اصلی مسجد در اطراف حیاط با چهار تالار طاقدار (رواق) ساخته شده است. بزرگ‌ترین رواق، سمت قبله است که به جز مناره سنگی، از آجر ساخته شده است. از ویژگی‌های منحصر به فرد این رواق گذرگاه طاق دار آن است که بجای ستون از پایه برای تحمل وزن طاق استفاده میکند. این پایه‌ها مستطیل شکل هستند و در گوشه‌ها با چهار ستون مصلح معماری تزئین شده‌اند که سرستون‌های آن‌ها مانند پایه‌ها زنگوله‌ای است که گچ بری و کنده کاری شده‌اند.
طاق‌ها به دلیل استفاده از پایه به جای ستون ها نوک تیز هستند، ویژگی ای که با سنت محلی بیگانه است. گفته شده است که معمار مسیحی مسجد، می‌خواست از غنیمت گرفتن ستون‌ از کلیساها، برای ساختن مسجد جدید خودداری کند.با این حال دو جفت ستون مرمر به سبک بیزانسی در کنار طاقچه نمازگزار وجود دارد که تنها غنیمت مورد استفاده در مسجد است.
حرم(رواق قبله) دارای ۵ راهرو به موازات طاقچه نمازگزاران است. سه ضلع دیگر هر کدام سه راهرو در سه ضلع کوچک دارند. مسجد توسط فضایی محصور به نام زیاده احاطه شده است که مسجد را از سروصدا و شلوغی خیابان خارج از مسجد(در سمت قبله) جدا می کند و از آن محافظت می کند. علاوه براین، درگذشته بنایی وجود داشت که ابن طولون مستقیماً از دری نزدیک طاقچه نمازگزاران وارد حرم می شده. دیوارهای مسجد و زیاده هر دو با نوع خاص و پیچیده ای از تاج های آجرکاری باز پوشیده شده اند که با بررسی دقیق تر مشخص می شود که تکرار نقوش گچبری سامرا در تزئین دیوارهای مسجد است.   

### نقشه
مسجد روی سکویی نسبتا بلند به نام جبل یشکر (کوه شکرگزاری) ساخته شده بود که با وجود گذر زمان و باوجود بالا رفتن سطح بافت شهر، مسجد دیگری در محیط اطراف ساخته نشد.مسجد تقریبا مربعی به ابعاد ۱۶۰ متر را اشغال می‌کند. در ضلع شمال غربی حیاطی به ابعاد ۱۲۲ در ۱۴۲ متر قرار دارد و رواقی متشکل از دو ستون، از سه طرف قسمت‌های دیگر حیاط را احاطه کرده است. شبستان مسجد ابن طولون کاملاً رو به حیاط باز است. هیچ دیوار یا دری وجود ندارد که مانعی بین این دو ایجاد کند. شبستان مسجد با یک زیاده به عرض ۱۹ متر احاطه شده است. زیاده فضای بازی است که مسجد را از بافت شهری اطراف جدا می‌کند و شامل فضاهایی برای وضو گرفتن است. شبستان شامل پنج ستون به موازات دیوار قبله و به سمت مکه است. دیوار قبله رو به جنوب شرقی قرار دارد.

### درها و پنجره‌ها
مسجد دارای ۱۹ در از سه طرف است که هر در به در دیگری از طریق زیاده مربوط میشود.(سه در دیگر در سمت قبله وجود دارد). قسمت فوقانی دیوار مسجد با پنجره های طاقی شکل نوک تیز سوراخ شده است که در کنارش ستون های قرار دارد. برخی از پنجره ها طرح هندسی ساده‌ای دارند اما مابقی دارای انواع زیادی از نقوش هندسی پیچیده تر، مربوط به دوره فاطمی و مملوک هستند. در مجموع ۱۲۸  پنجره وجود دارد و چیدمان آنها بر روی دیوارها مستقل از طاق ها است، به طوری که الزاما هر طاق دارای یک پنجره مرکزی نیست. این پنجره‌ها عملکرد مضاعف تامین نور و کاهش وزن طاق ها را دارند.

### فواره
در اواخر قرن سیزدهم توسط سلطان لاجن، فواره وضو پوشیده از گنبدی، در مرکز صحن به مسجد اضافه شد. در ابتدا یک فواره در مرکز وجود داشت، یک فواره تزئینی پایه با گنبدی روی ده ستون که توسط ۱۶ ستون دیگر احاطه شده بود، همه از سنگ مرمر و طلاکاری شده بودند. این سازه، ساعت آفتابی داشت که توسط مؤذن برای فهمیدن زمان اقامه اذان نماز دوم در داخل مسجد استفاده می شد. فواره در سال ۹۸۶ بر اثر آتش سوزی از بین رفت. در حال حاضر نوار کتیبه‌ای در بالای چشمه وضو فعلی قراردارد که حاوی متن قرآنی در مورد اهمیت وضو است.
اتاق مستطیل شکل گنبددار که از چهار طرف باز است، توسط سلطان لاجن در زمان مرمت مسجد ساخته شد. نمای گنبد آن شبیه گنبد صالح نجم الدین است که در سال ۱۲۴۳ ساخته شد و منحنی از قسمت پایین آن شروع می شود. فواره های وضو در اصل اصلاً در داخل مسجد نبودند(بیرون در محوطه زیاده بودند) جایی که مستراح و حتی درمانگاهی برای معالجه بیماران قرارداشته.

### محراب نماز
مسجد ابن طولون دارای شش محراب نماز است که از دوره‌های مختلفی می‌باشند. محراب اصلی که در وسط دیوار قبله قرار دارد، بلندترین آن‌ها است. قالب‌بندی گچی آن و دو برآمدگی گچی در هر طرف خم محراب اصیل هستند. تزئینات داخلی محراب توسط سلطان لاجین بازسازی شده و شامل تزئینات بالایی از چوب رنگ‌آمیزی شده، یک نوار موزائیک شیشه‌ای با متن شهادتین نیز وجود دارد که قسمت پایینی آن از پانل‌های مرمر است. این محراب نماز تنها محراب فرو رفته است، در حالی که پنج تای دیگر صاف هستند. یک محراب کوچک نماز دیگر در سمت چپ دیوار قبله قرار دارد که تاج گنبدی شکل و خط نسخ آن به دوره اولیه مملوکی برمیگردد، بنابراین ممکن است که این نیز توسط سلطان لاجین حمایت شده باشد. بر روی یکی از ستون‌هایی که از حیاط به سمت محراب اصلی می‌رود، در سمت راست، محرابی قرار دارد که تنها تزئینات بالایی گچی به سبک سامرایی آن باقی مانده است. یک زنجیر از مدالیون که حاوی یک ستاره آویزان است نیز وجود دارد که تنها تزئین از نوع خود در قاهره است.سبک خط متن شهادتین شبیه به محرابی است که در طرف مقابل راهرو قرار دارد، که احتمالاً معاصر است. آخرین محراب نیز با نقوش گچی سامرایی تزئین شده است و همانند اولی، متن شهادتین را بدون اشاره شیعی به علی حمل می‌کند که می‌توان آن را به دوره پیش از فاطمیان، (چه تولونی یا اخشیدی) نسبت داد. یک محراب بسیار مشابه در خانه تولونی در کاوش‌های فوستات یافت شد و اکنون در موزه اسلامی است. با این حال، خط کوفی منحنی با خطوط اصلی در ابن طولون متفاوت است و بیشتر شبیه نوشته‌های اخشیدی است. در محراب سمت راست، اشاره به علی با حروف کوچک، مانند گرافیتی، حک شده است، که افزوده متاخر و به طور واضح فاطمی است.

### مناره
مناره مسجد ابن طولون در سمت شمالی زیاده، کمی خارج از محور محراب اصلی قرار دارد. این یک ساختار سنگی غیرمعمول با یک پله خارجی و یک بخش مملوکی در بالا است که "مبخره" نامگذاری شده است. این مناره موضوع بحث بین تاریخ‌نگاران معماری قاهره است؛ برخی از جمله کریس‌ول آن را به سلطان لاجن نسبت می‌دهند، در حالی که برخی دیگر آن را به ابن طولون نسبت می‌دهند. منابع اطلاعات کافی برای تعیین تاریخ آن وجود ندارد.
ما می‌دانیم که ابن طولون یک مناره با پله خارجی ساخته است، ویژگی‌ای که در معماری مناره‌های سامرا مشاهده می‌شود. شکل مناره با یک افسانه ارتباط دارد: ابن طولون در حالی که با مقامات خود نشسته بود، بی‌اختیار یک تکه پارچه را دور انگشت خود می‌پیچاند. وقتی کسی از او پرسید این حرکت به چه معناست، او از روی خجالت پاسخ داد که در حال طراحی شکل مناره‌اش است. در سامرا، مناره‌های باقی‌مانده پله خارجی دارند، اما از آجر ساخته شده‌اند و کاملاً دایره‌ای هستند. مناره ابن طولون به صورت مستطیل شروع می‌شود و سپس دایره‌ای می‌شود و کاملاً از سنگ ساخته شده است. بخش بالایی مناره و فواره وضو در سبکی است که قطعاً متعلق به این دوره (۱۲۹۶) است. چندین استدلال برای نسبت دادن کل ساختار به لاجن وجود دارد. به جز اینکه مناره از سنگ ساخته شده است در حالی که بقیه مسجد از آجر است، شیوه‌ای که پله مناره به مسجد متصل می‌شود کاملاً ناهماهنگ است و یکی از پنجره‌های آن را مسدود می‌کند. اشتباهی زیبایی‌شناسی که توسط معمار طولونی انجام نشده است. سبک پله با قوس اسبی اندلسی و کنسول‌های آن و سبک قوس‌های دوتایی روی خود مناره به دوره اواخر سیزدهم قرن برمیگردد. همانطور که بخش بالایی آن نیز این‌گونه است. علاوه بر این، تحلیل آجرکاری فقط یک نوع تکنیک سنگ‌تراشی را نشان می‌دهد. به این استدلال‌ها می‌توان پاسخ داد که مسافر الْمُقَدَّسِی در قرن دهم گزارش داده است که مناره ابن‌طولون اصلی از سنگ ساخته شده است. سبک پل مناره در واقع به سبک آندلسی که در معماری اوایل دوره مملوک ظاهر می‌شود، شبیه است. پل اصلی نیست و کوهریان مناره که هیچ کارکرد سازه‌ای ندارند نیز اصلی نیستند. آن‌ها بخشی از یک بازسازی بوده‌اند که شامل یک رویه سنگ جدید به همراه پل و قسمت بالایی مناره بوده است، به عبارت دیگر با بازسازی سلطان لاجن. حقیقت این است که ساخت مناره از سنگ نمی‌انجامد، این موضوع مانع اصالت آن نمی‌شود. مردان کارآفرین مصری، برخلاف کارآفرینان مسپوتامی، از سرآغاز تاریخ در ساخت سازه‌های سنگین مشغول بوده‌اند، بنابراین عجیب نیست که این‌ها ترجیح داده‌اند مناره را از سنگ بسازند. علاوه بر این، با توجه به اینکه این یک ساختار سنگین و بدون پل داخلی است، احتمالاً نمی‌توانسته به سرعت فراموش شود. اگر مناره منهدم شده بود، تاریخ‌نگاران حتماً به آن اشاره می‌کردند، همان‌طور که از تخریب حوضچه اصلی یاد کردند. معماران قرون وسطی به طور تکراری به بازسازی و افزودن به ساختمان‌ها پرداخته‌اند و سبک دوره خاص خود را در آنها گنجانده‌اند. اگر لاجن مناره را کلی بازسازی کرده بود، مناره مملوکی می‌شد. حقیقت این است که پل خارجی باقی مانده است، این یک دلیل به نفع باقی‌مانده‌ی ساختار اصلی ابن‌طولون است که سپس توسط لاجن بازسازی شد. کل ساختار به تناسب‌های هنجارمند یک ساختمان مملوکی نمی‌آید. شکل بالا، کاملاً غریب به باقی‌مانده‌ی ساختار، نشان‌دهنده‌ی این است که مناره که هم‌اکنون می‌بینیم در یک زمان ساخته نشده است. ثبت شده است که معمار نقشی را برای ابن‌طولون تهیه کرده و برنامه و ظاهر مسجد را به او نشان داده است، بنابراین می‌دانیم که نقشه‌ها توسط معماران انجام می‌شدند، اگرچه هیچ نقشه‌ای از دوران قرون وسطی باقی نمانده است. این نقشه‌ها احتمالاً زمانی ضروری بوده‌اند که صنعتگران محلی با طراحی یا ابتکار معماری که با تجربه آنها سازگار نبوده‌است، روبرو شدند.

### دکه
در نزدیکی حیاط در محراب، نیمکت چوبی بر روی ستون‌های مرمری قرار دارد. به آن دکه‌ المبلغ گفته می‌شود و برای تلاوت قرآن، ذکر و مطلع کردن نمازگزاران به نماز در داخل مسجد، که به عنوان اقامه شناخته می‌شود، استفاده می‌گردد. تقریباً تمام مساجد بعدی این ویژگی را دارند.

### مصالح
رواج آجر و سنگ به عنوان مصالح ساختمانی باعث شد در سازه مسجد ابن طولون از این مصالح استفاده شود و برای تزئینات از گچ و چوب استفاده شود. اصلاحات مهمی در اوایل دوره ممالیک، در اواخر قرن سیزدهم، در مسجد انجام شد. مانند استفاده از سنگ در بازسازی مناره و در فواره بزرگ گنبدداری که مرکز حیاط را می‌پوشاند. همچنین سنگ فرش کردن حیاط در آن زمان برای اولین بار در ابن طولون ابداع شده است.

### تزئینات
تزئینات مسجد ترکیبی از طرح‌های بیزانسی و سامرایی در زمان خود بوده است. شباک‌های تزئینی پنجره‌ها شبیه به تزئینات حکومت بنی اُمیه در مسجد دمشق است و بر اساس طرح‌های هندسی دوره بیزانس متأخر طراحی شده‌اند. در نماهای داخلی و خارجی از تزئینات گل و بوته استفاده شده. علاوه بر این، یک کتیبه چوبی در دور تا دور مسجد در زیر سقف قرار گرفته که با خط کوفی متون قرآنی روی آن حک شده است. به طور مشخص، ایده گچ‌اندود چهارچوب طاق‌ها و کنده‌کاری‌های چوبی روی درب‌ها، برگرفته از تزئینات سامرایی است که به نام‌های B و C شناخته می‌شوند.

## تغییرات
گنبد وسط صحن، سومین گنبدی است که برای این مسجد ساخته شده است؛ اولین گنبد در سال ۳۷۶ ق. (۹۸۶ م.) سوخت و کمی بعدتر گنبد دوم را العزیز بالله و مادرش ساختند. گفته می‌شود گنبدی که در حال حاضر وجود دارد در سال ۳۸۵ ق. (۹۹۵ م.) جایگزین آن شد که یکی از آثار سلطان لاجن در مسجد است که در سال ۶۹۶ هجری قمری /۱۲۹۶ میلادی ساخته شده است.
سنگ نگاره‌ای بالای درب ورودی مسجد به بازسازی‌های انجام شده توسط وزیر فاطمی بدر الجمالی در سال ۱۱۷۷ اشاره دارد. پسر او، الأفضل، بانی محراب نمازی است که در بالا توضیح داده شد. در دوره فاطمی، مسجد ابن‌طولون یکی از چهار مسجد بود که خلیفه جمعه‌ها نماز را اقامه می‌کرد، دیگران عبارت بودند از مسجد الأزهر، المعز، و جامع عمرو. کارهای بازسازی سلطان لاجن شامل مناره، چشمه وضو در حیاط و گنبد چوبی بالای محراب اصلی بود. او همچنین تدریس چهار مذهب فقه اسلامی را در مسجد معرفی کرد و حتی تدریس پزشکی را نیز ارائه داد. یک مدرسه ابتدایی برای پسران، برای آموزش نوشتن و خواندن قرآن به مسجد وابسته بود. لاجن همچنین یک سبیل یا چشمه عمومی را حمایت کرد. از این ساختارهای اضافی، تنها چشمه وضو و گنبد محراب باقی مانده‌اند.
در قرن سیزدهم، وقتی که محله به ویرانی کشیده شده بود، مسجد ابن‌طولون به عنوان کاروانسرای حاجیان شمال آفریقایی در راه مکه استفاده می‌شد. در قرن نوزدهم، این مسجد به عنوان یک کارخانه و سپس به عنوان یک آسایشگاه دیوانه‌خانه استفاده شد. در قرن چهاردهم، یک قاضی اسلامی که به این مسجد وابسته بود، دو مناره را در گوشه‌های اصلی سالن نماز اضافه کرد. یکی از این مناره‌ها چند سال پیش به دلیل ناپایداری حذف شد.

## نگارخانه

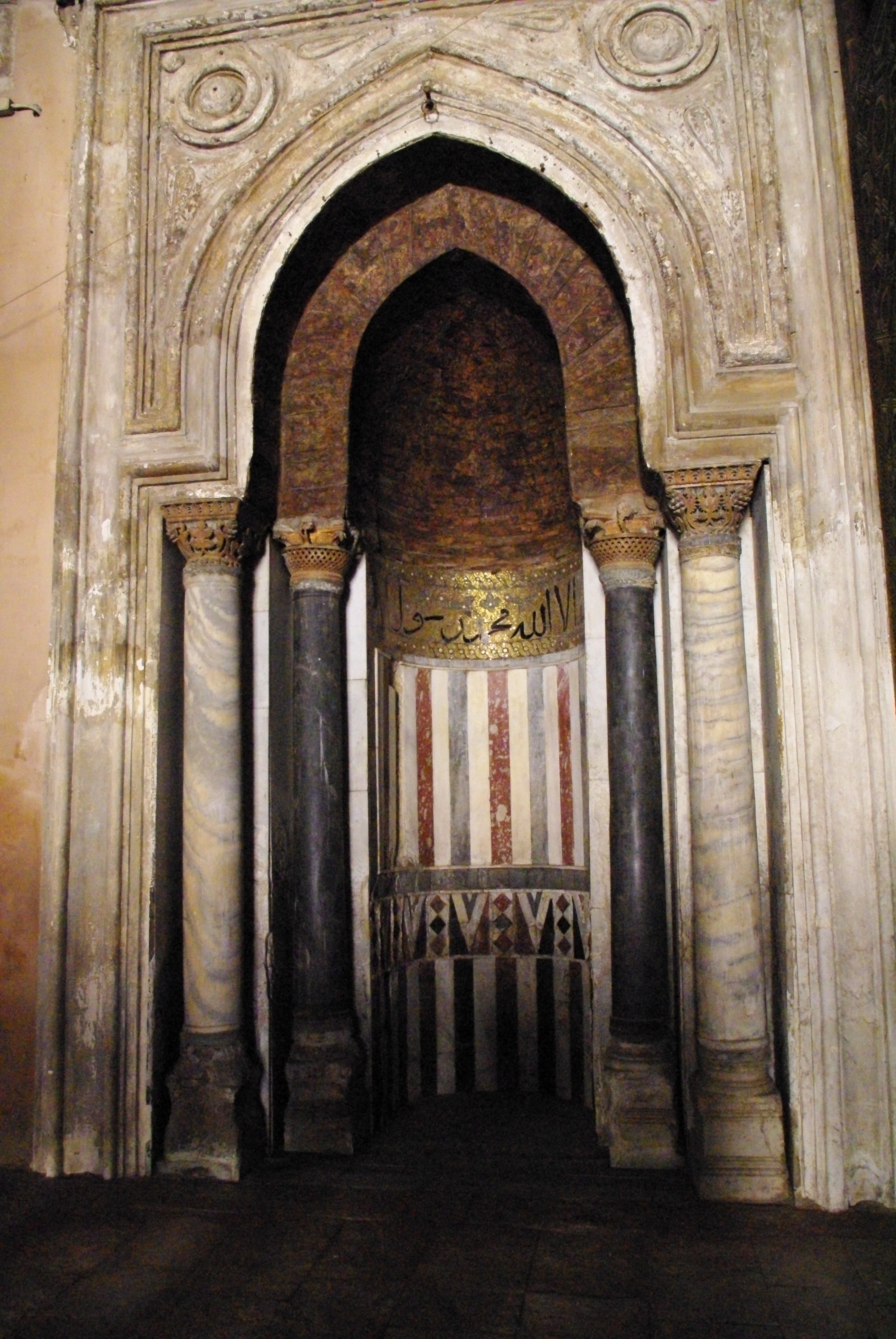
محراب مسجد ابن طولون
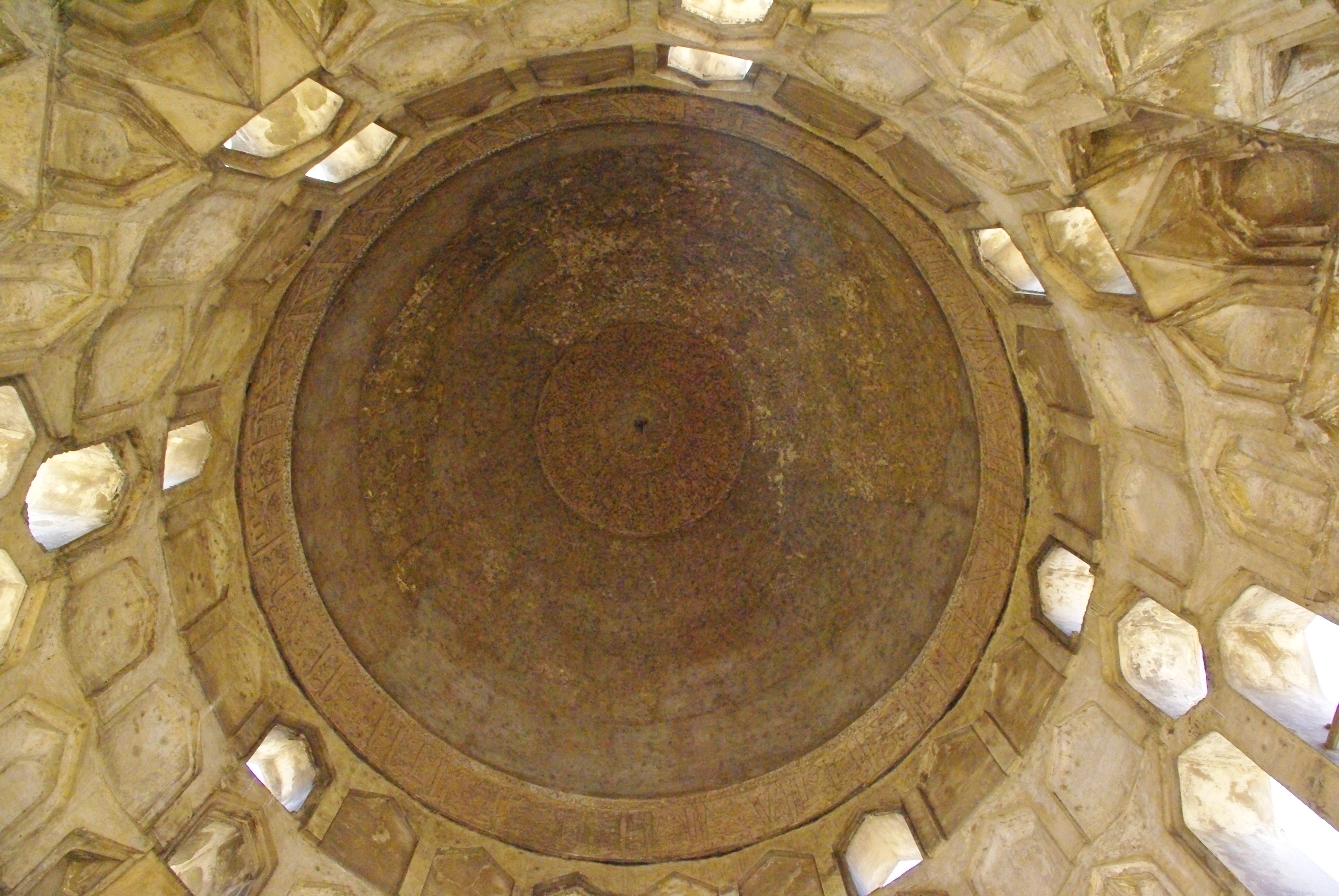
سقف داخلی سبیل (وضوخانه) در مرکز حیاط
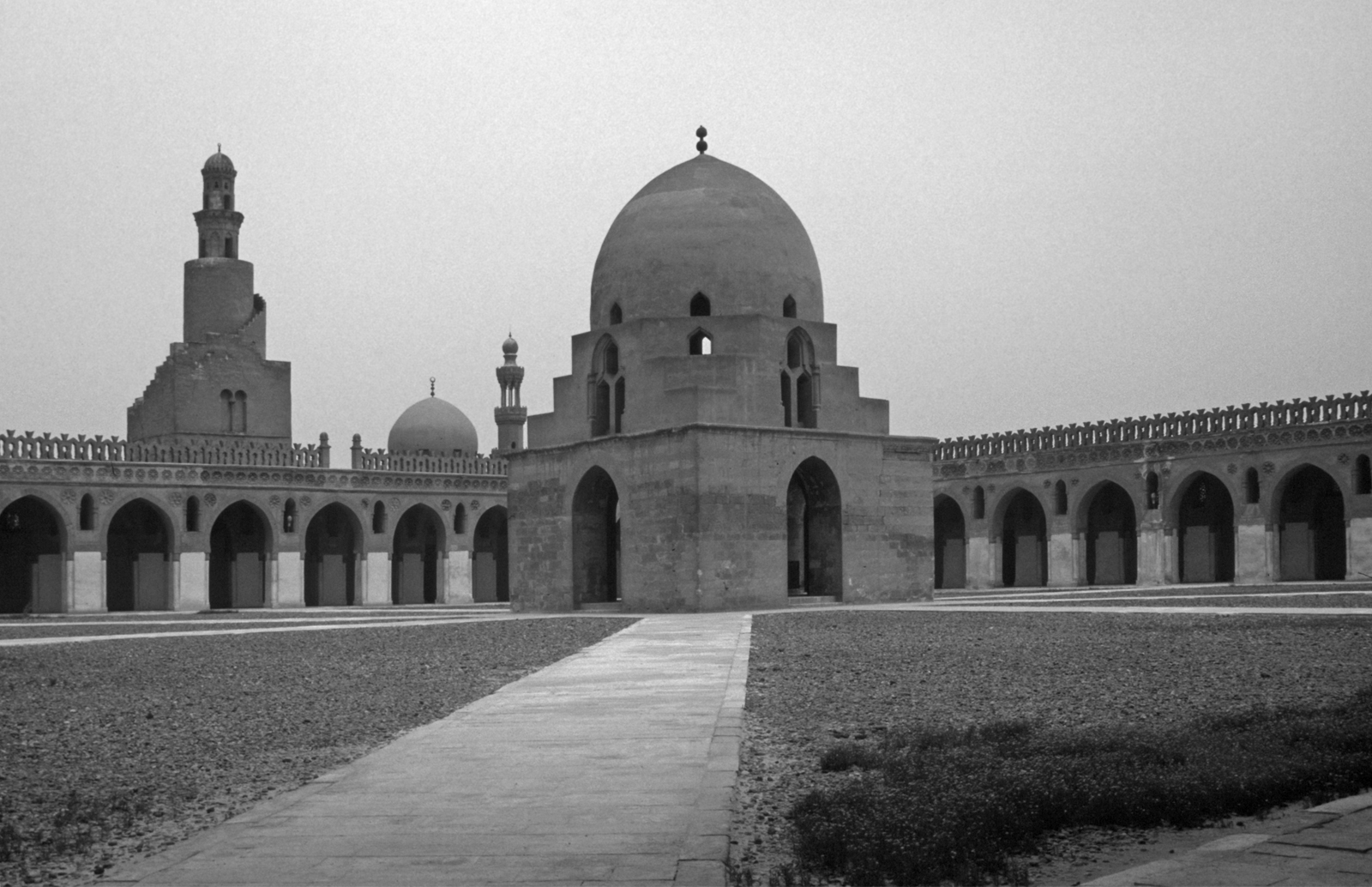
مسجد ابن طولون، ۱۹۹۱
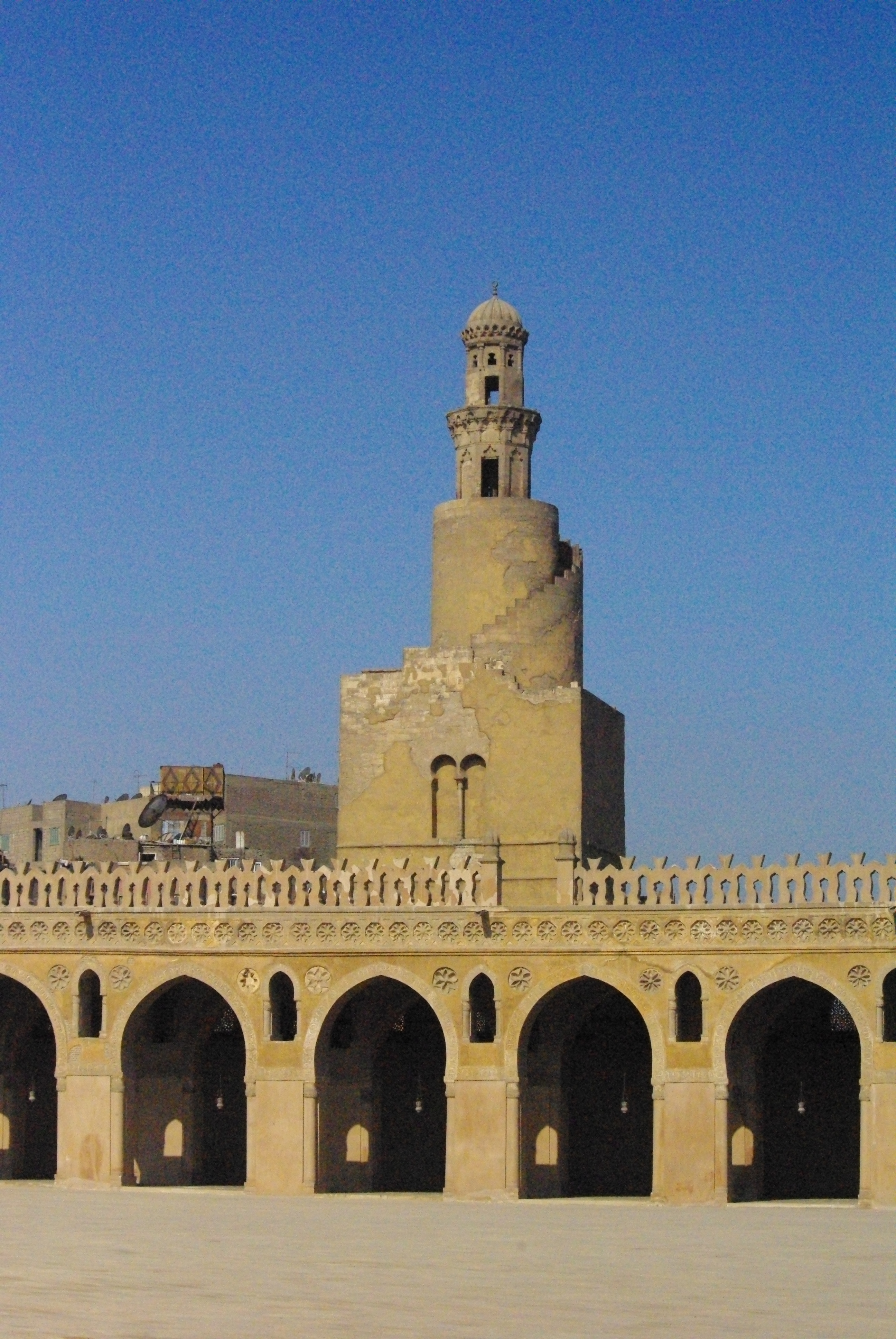
مناره مسجد ابن طولون
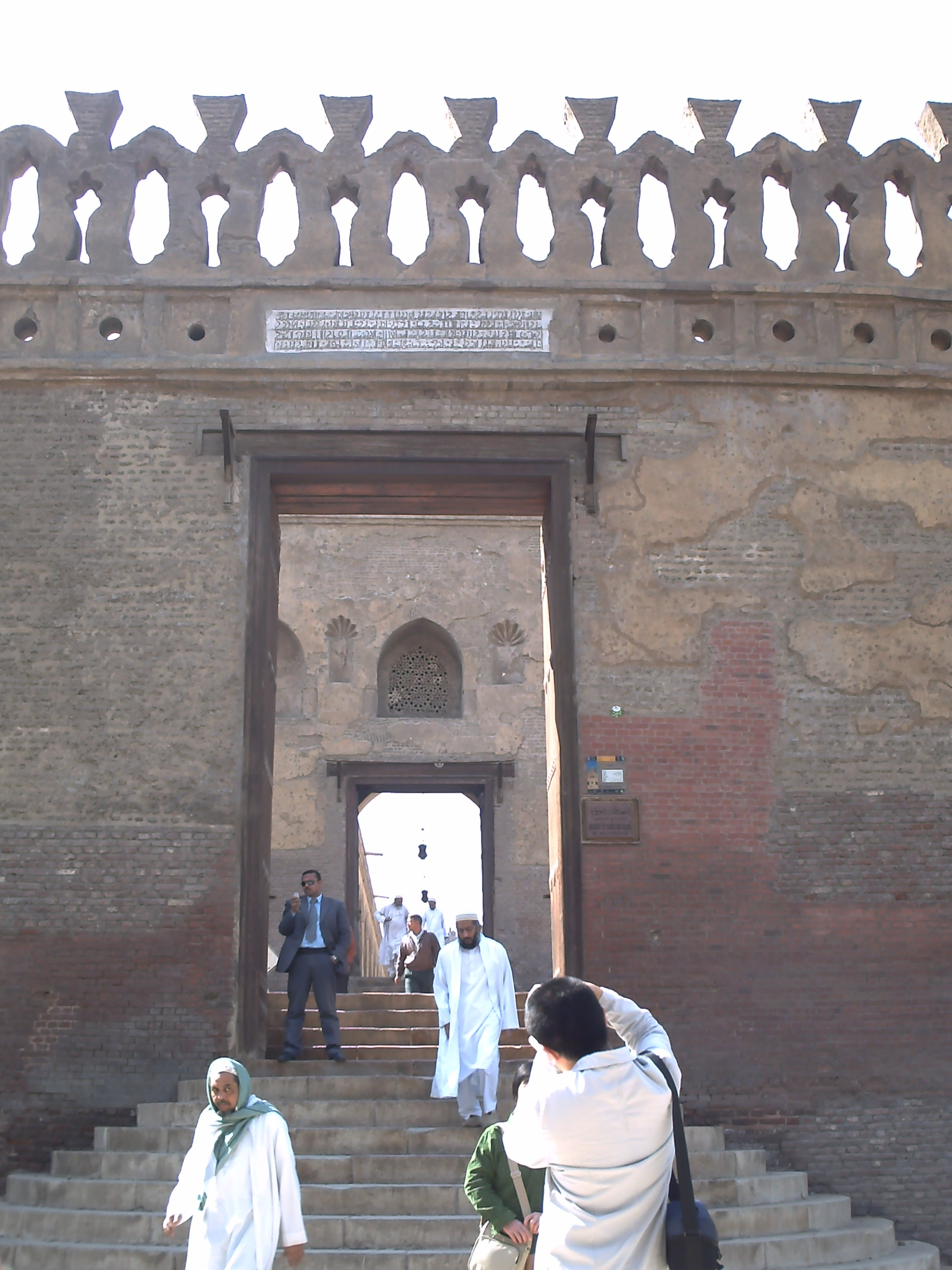
ورودی مسجد ابن طولون
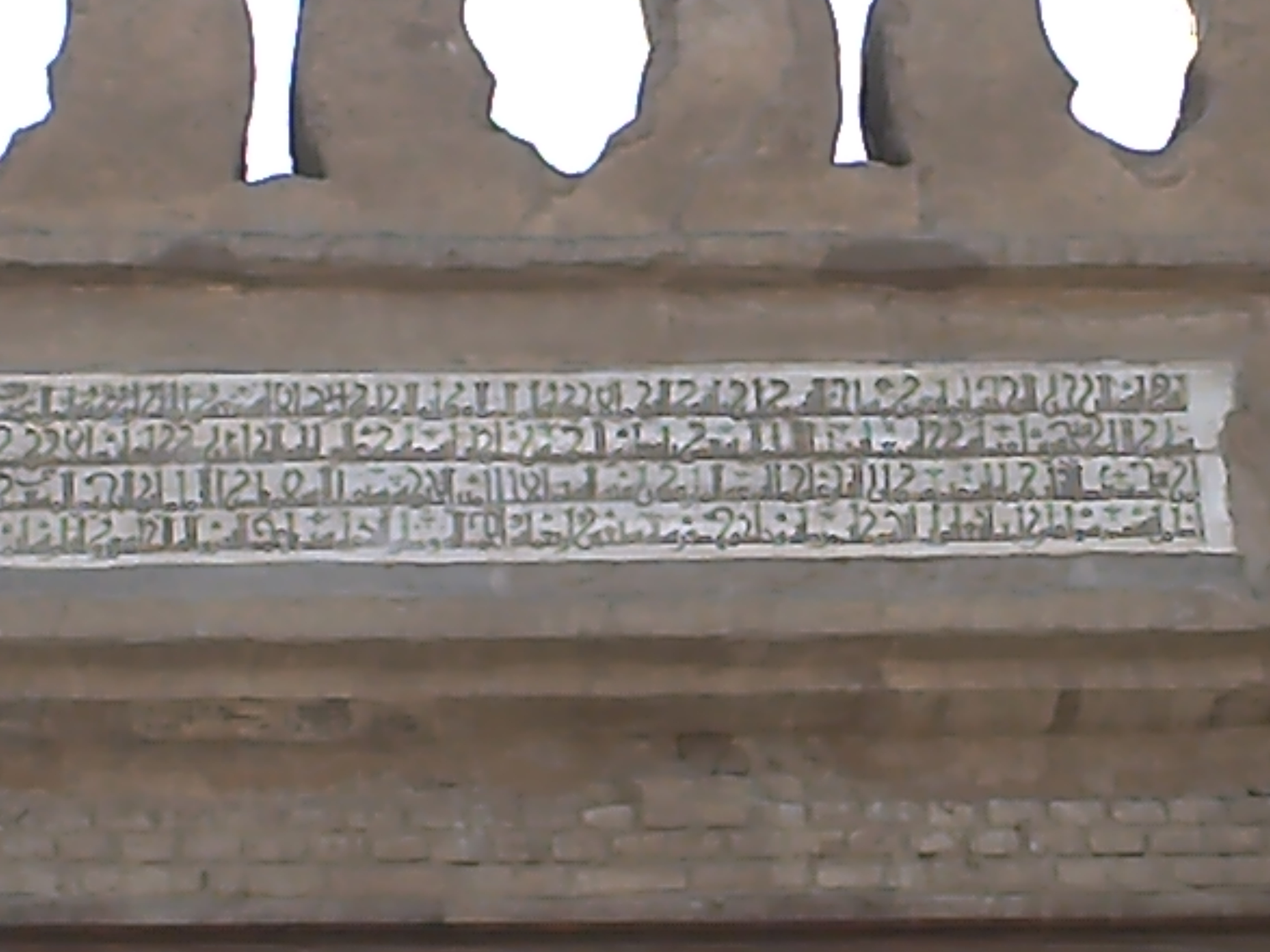
کتیبه در ورودی اصلی
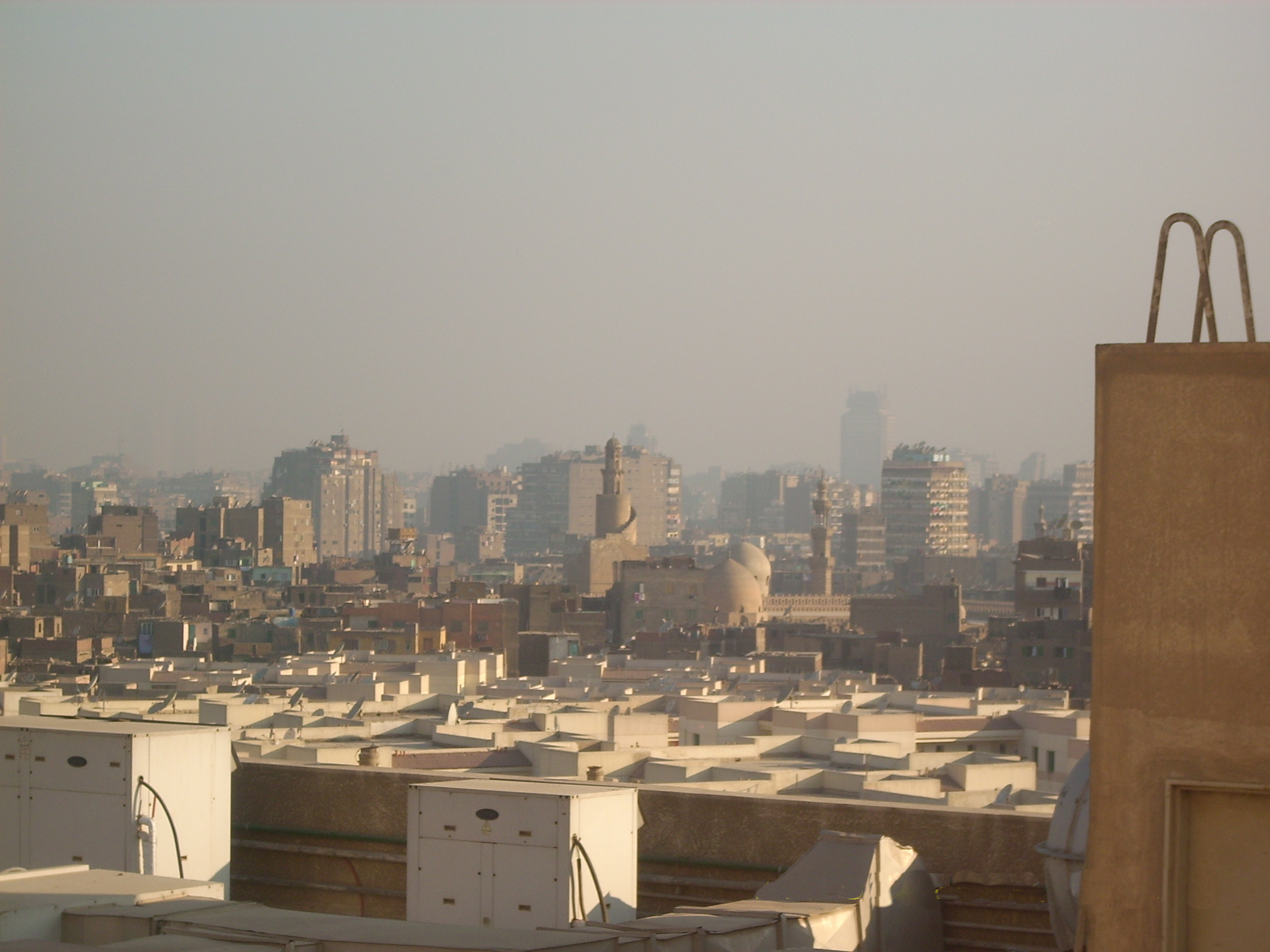
دید پانورامایی
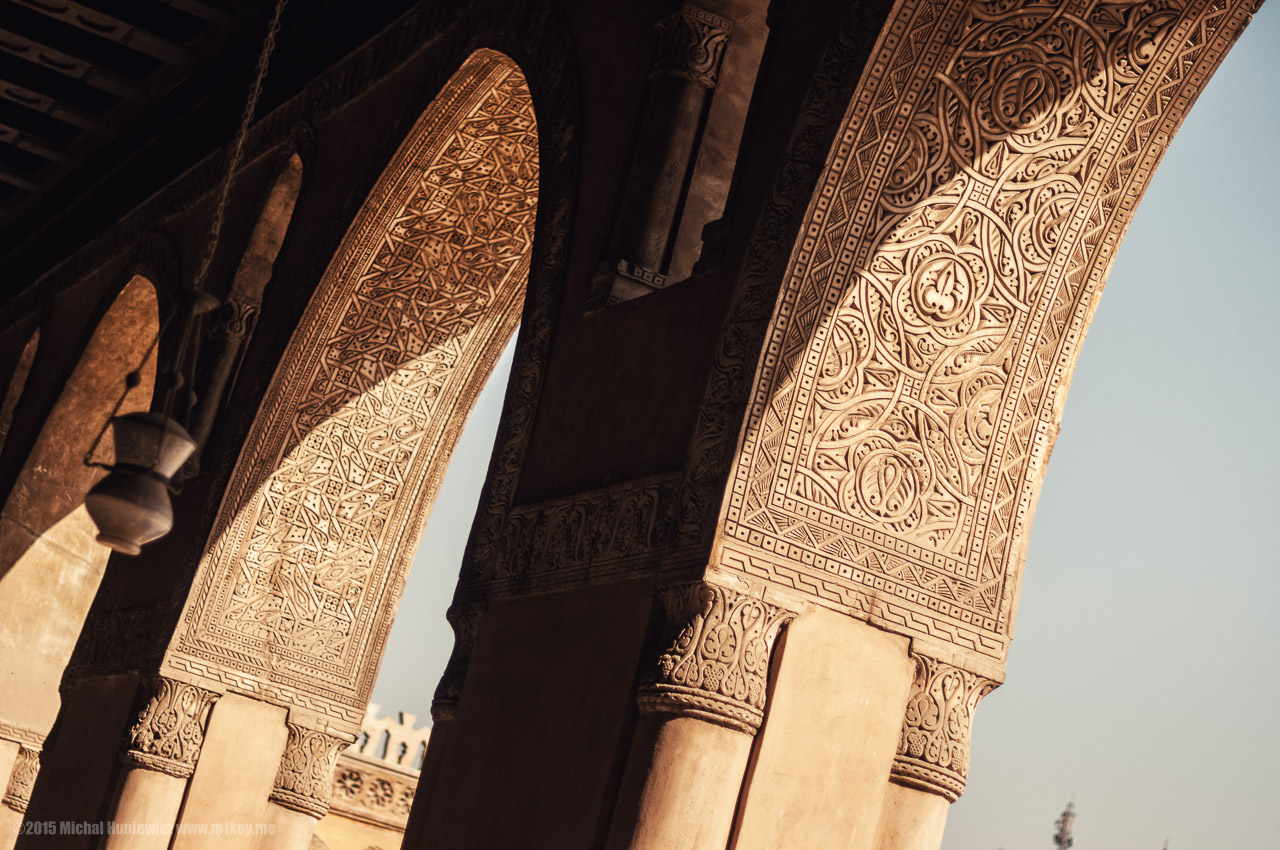
جزئیات طراحی هندسی از تاق مسجد ابن طولون در قاهره
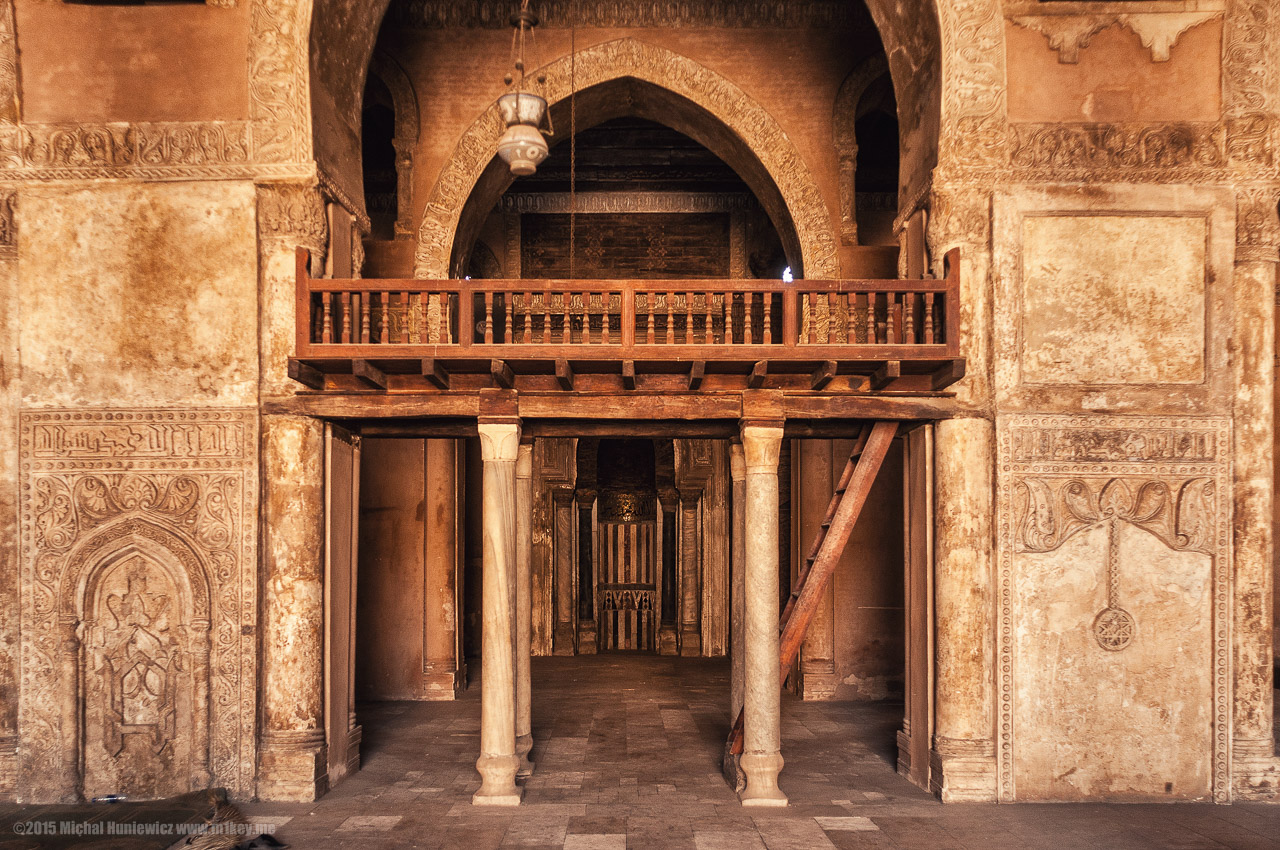
Dikka و محراب مسجد ابن طولون در قاهره
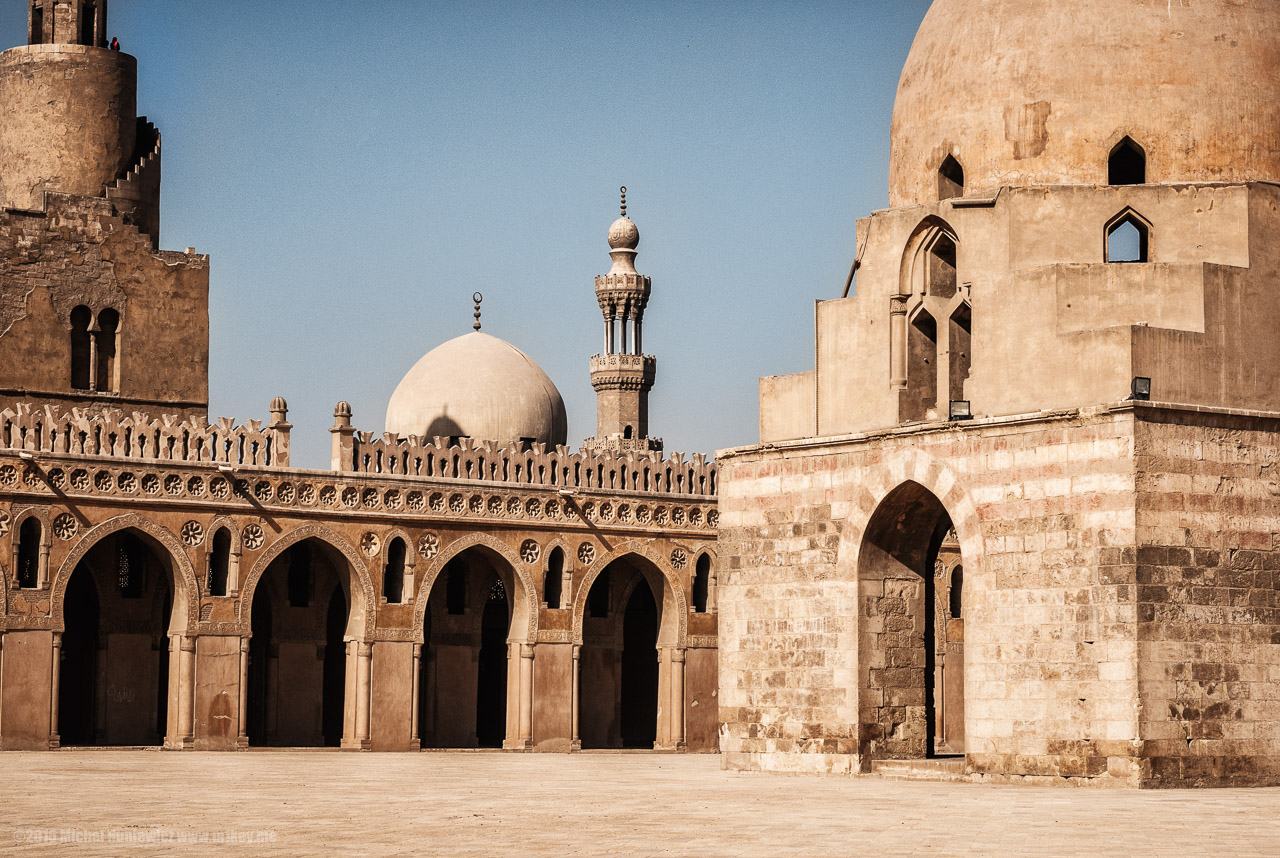
سبیل (وضوخانه)و محراب مسجد ابن طولون
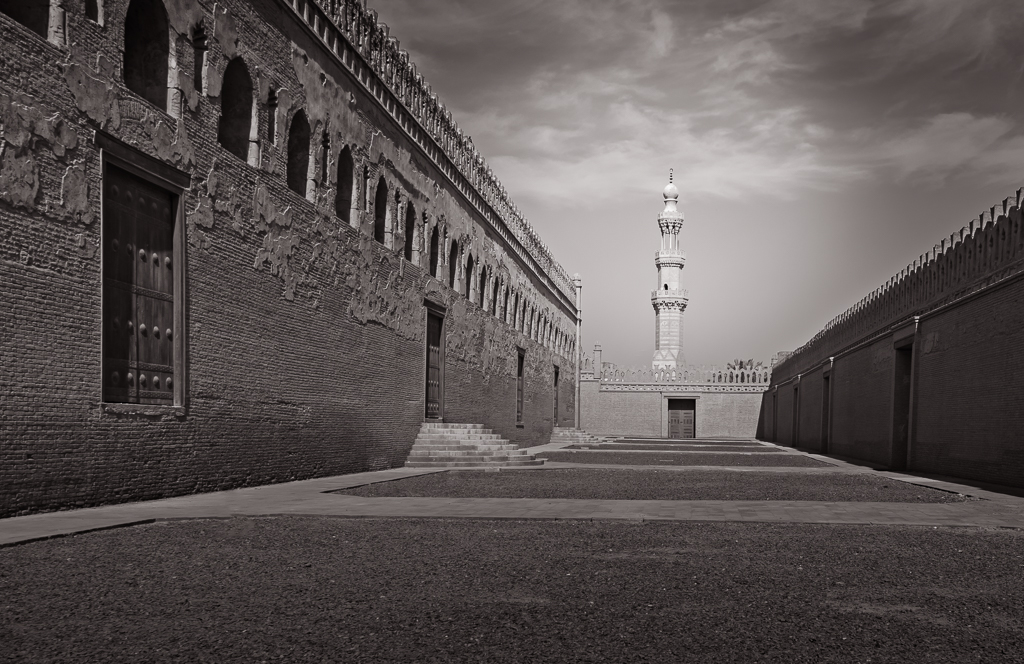
جلو خان مسجد ابن طولون
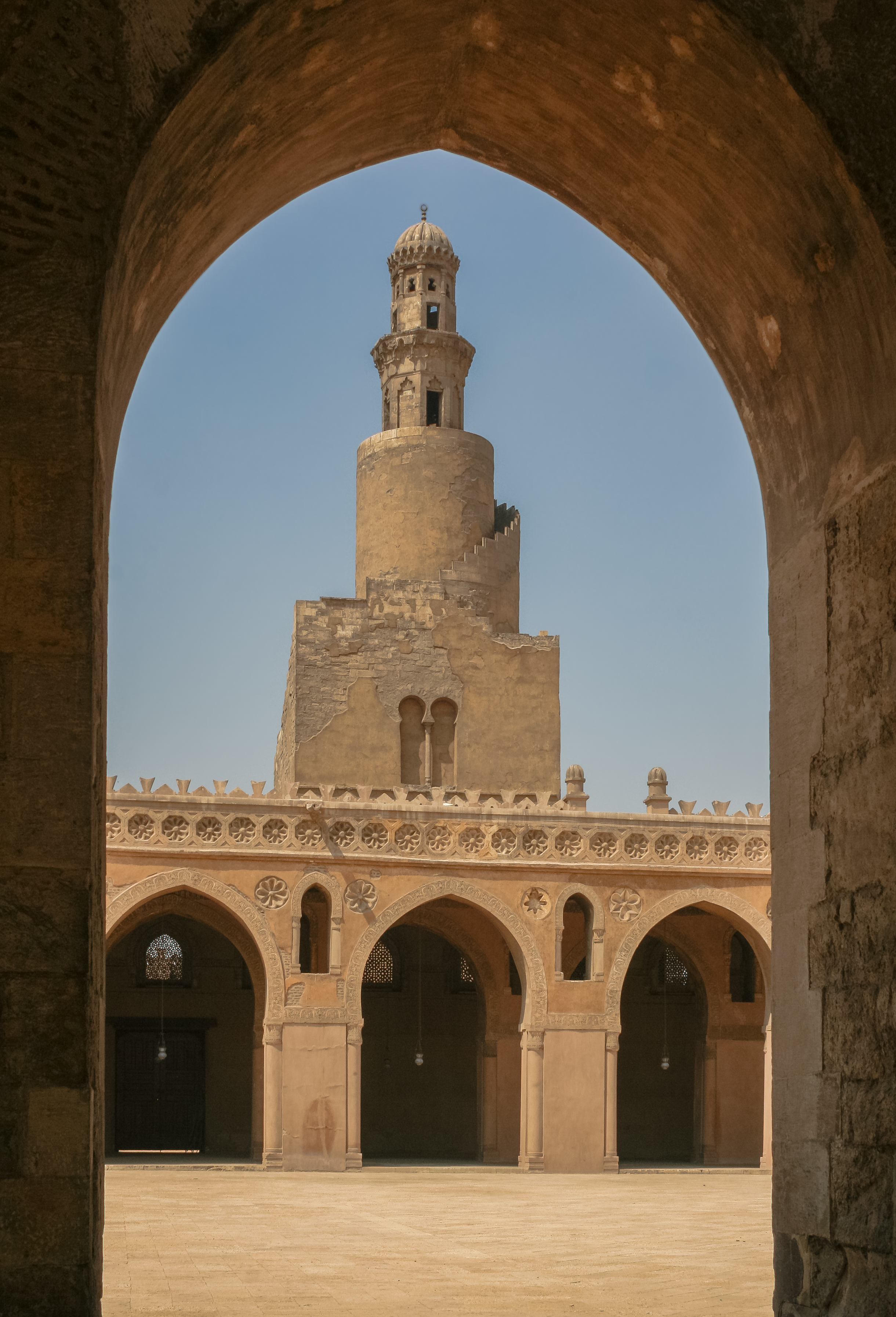
منارهٔ مسجد ابن‌طولون
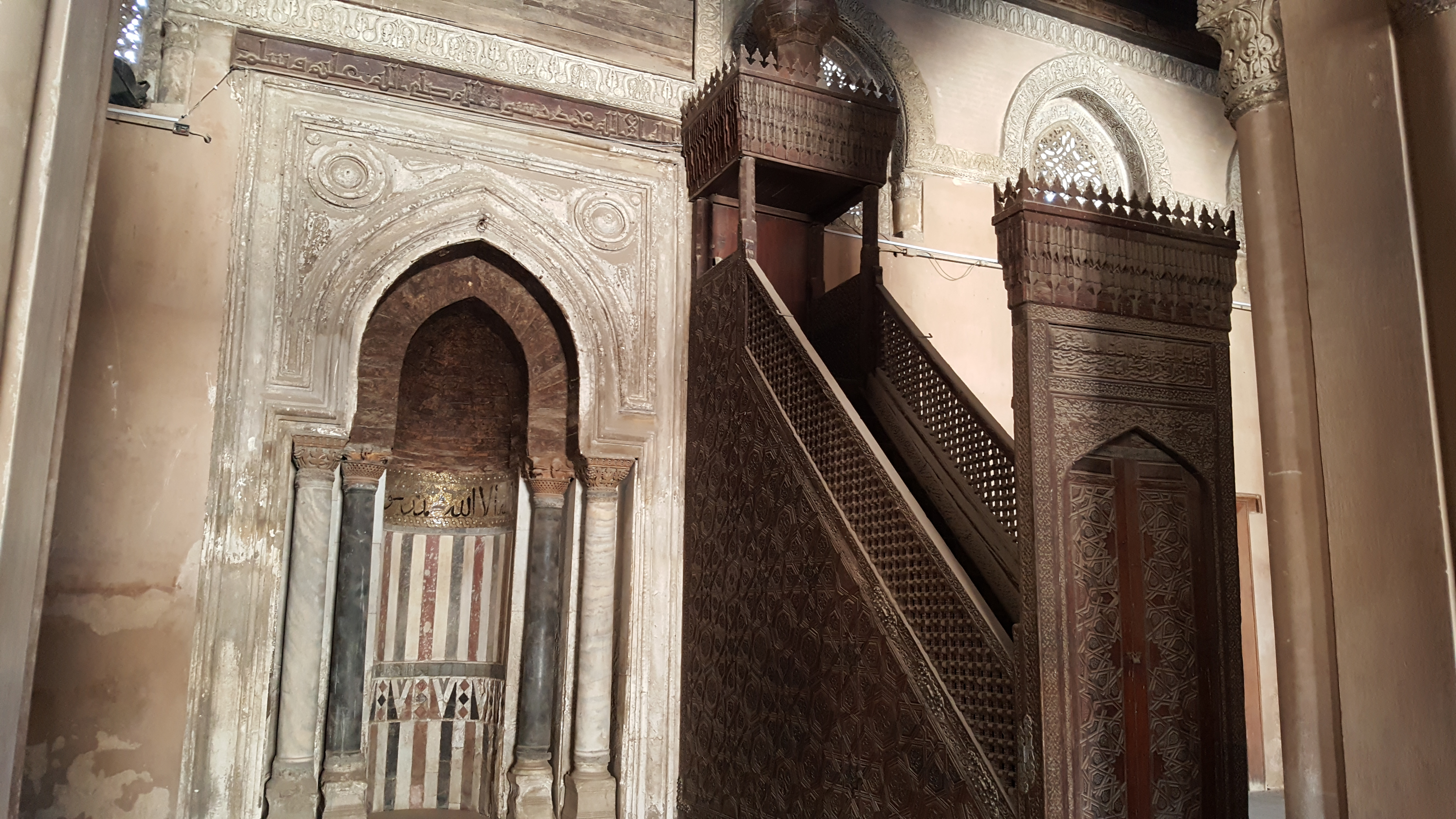
محراب و مبنر مسجد ابن‌طولون
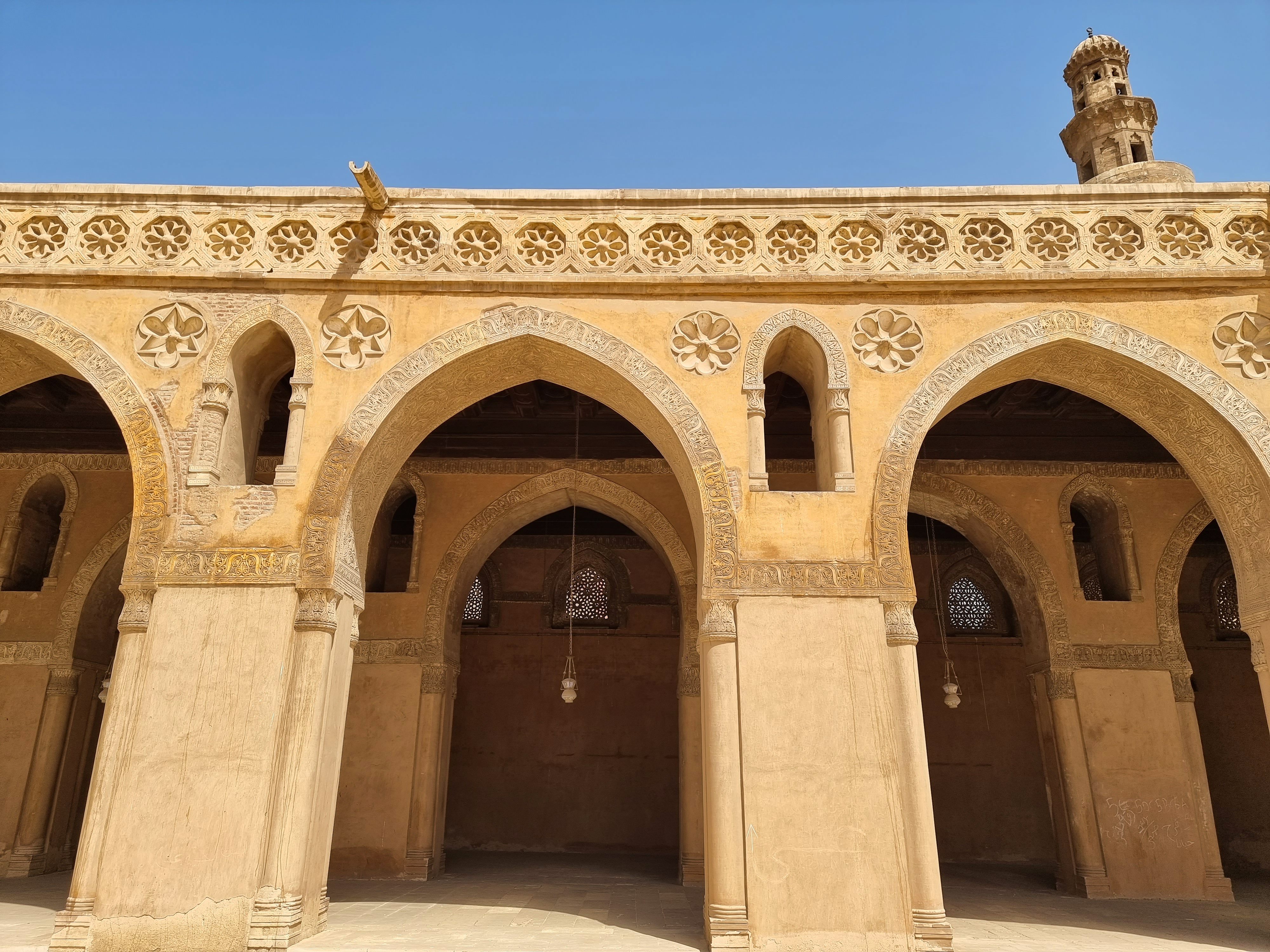
طاق‌های مسجد ابن‌طولون
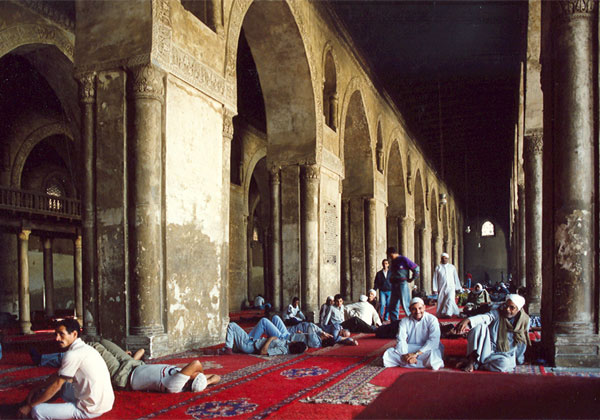
فضای داخلی مسجد ابن‌طولون